# 小櫻悅子
小櫻悅子（日语：／ Kozakura Etsuko，1971年2月22日—），日本女性配音員。出身於東京都西多摩郡瑞穗町。身高148cm。O型血。

## 簡介
舊藝名：小櫻子，現用藝名：小櫻（將「子」也轉化成片假名）。本名土門久美（〈舊姓：內野〉）。
以前經歷81 Produce、劇團21世紀FOX、大澤事務所（至2011年4月），現在是個人事務所株式會社Little Portal （页面存档备份，存于）代表。

### 人物
丈夫為同業同行土門仁。夫妻兩人在《Keroro軍曹》和《逮捕令》系列中共演。而「小櫻悅子（小桜エツ子）」這個藝名來自石之森章太郎的漫畫《猿飛小惠子》，和劇團21世紀FOX團長肝付兼太說「大家可以隨著平常怎麼稱呼對方而定」。

### 來歷
小學時期聽到班上同學說將來志願是想成為聲優時，小櫻也說「那我也要當聲優！」。升上高中之後，她利用暑假前往參加聲優養成短期講座時，結果被講師評語說「妳的聲音很有特色」。聽了這句話的小櫻表示，自己是抱著複雜心情而下定決心進入聲優業界。之後在東京廣播學院就讀期間，小櫻因為對舞台表演產生興趣，而選了經紀公司劇團21世紀FOX加入。加入劇團21世紀FOX將近1年後，在收到團長肝付兼太的通知下，她以電視動畫《小小妖怪阿奇·柯奇·索奇》角色奇／基的徵選而成為出道作。
2002年，小櫻在電視動畫《魔法咪路咪路》為咪路配音有3年半的時間，該作品是她第一次主演的代表作。
2011年4月，小櫻與丈夫2人一起成立個人事務所株式會社Little Portal （页面存档备份，存于）。同年5月，她離開長年所屬的大澤事務所，同時改用現在的藝名。
2015年，獲得第9屆聲優Award「兒童闔家獎」。同年4月22日，獲得2014年度Fami通Award女性角色配音獎。
2016年，電影動畫《劇場版 妖怪手錶：飛天鯨魚和雙重世界的大冒險喵！》上映之後，小櫻又獲得第25回日本電影影評人大獎動畫部門最優秀聲優獎。

### 特色
從電視動畫《蠟筆小新》的櫻咪咪子和幼教節目《和媽媽一起·》主角以來，小櫻大多為小孩和動物進行配音，但從OVA《天地無用！》系列的魎皇鬼和電視動畫《神奇寶貝鑽石&珍珠》小光的波加曼開始，也有幫動物的鳴叫聲配音。
至《Keroro軍曹》演個性一暴走起來就會狂吼的Tamama二等兵以前，大多為天真無邪形象的角色獻聲。並擔任過電視廣告Onoden吉祥物的聲音。
2008年的電視動畫《逮捕令 全速前進》播映之後，小櫻在動畫官方網站 （页面存档备份，存于）表示二階堂賴子這個角色是她目前唯一聲演成年女性的作品。

## 演出
粗體字表示主要角色。

### 電視動畫
年份不詳
- 櫻桃小丸子

1991年
- 小小妖怪阿奇、柯奇、索奇（奇／基）

1992年
- 超電動機械人 鐵人28號FX（光瀨雙葉）
- 蠟筆小新（1992～，櫻咪咪子、紅葉、富美）
- 人小鬼大
- 蕃茄十勇士（テントピー、芋頭、電腦）
- 俏皮小花仙（畢特）
- 蜜柑繪日記（蘋果[10]）
- 超時空保姆（高島家漬子、護理人員、女學生）

1995年
- 神秘的世界（亞蕾蕾·雷雷拉伊魯）
- 天地無用！（魎皇鬼）
- 忍者亂太郎（弟弟）
- 小紅豆（野山大豆）

1996年
- 逮捕令（二階堂賴子）
- 魔法少女砂沙美（魎皇鬼）

1997年
- 新·天地無用！（魎皇鬼）
- 忍企鵝真丸（日语：忍ペンまん丸）（鳥郎）

1998年
- 異次元的世界（亞蕾蕾·雷雷拉伊魯）
- 吉本無知子物語（日语：ヨシモトムチッ子物語）（藍鳳蝶蘋果）
- 炸彈人 彈珠人爆外傳（藍寶）
- 鋼鐵新世紀（日语：鉄コミュニケイション）（莉莉絲）

1999年
- 火魅子傳（日语：火魅子伝）（只深）
- 數碼寶貝大冒險（木偶獸、奇蛙獸）
- 快樂小丸日記（托托）
- 炸彈人 彈珠人爆外傳V（藍寶[11]）
- 神奇寶貝（薰子的喇叭芽）

2000年
- 捍衛者（眼鏡〈目黑兼武〉[12]）
- NieA_7（日语：NieA_7）（若葉）
- 學校怪談（瑪莉）
- 人造人基凱達 THE ANIMATION（日语：人造人間キカイダー THE ANIMATION）（猿飛悅子）
- 時空母艦2000 怪盗閃亮超人（日语：タイムボカン2000 怪盗きらめきマン）（[13]、〈第3代〉、時、鳴笛少年）

2001年
- 逮捕令 Second Season（二階堂賴子[14]）
- 地球防衛家族（口袋丸）

2002年
- 鈴鐺貓娘（Mi Ke Charat）
- 最終幻想：無限（仙人掌）
- 丹丹的生活日記（狸貓）
- 爆鬥宣言大鋼彈（吉米）
- 天地無用！GXP（魎皇鬼）
- YOU'RE UNDER ARREST ～逮捕令～（里子[15]）
- 魔法咪路咪路（咪路）

2003年
- 原子小金剛 (2003年版)（トリル）
- 我們這一家（石田百合）
- 犬夜叉（いっぽう）
- 神秘智慧石（達伊）
- 萬花筒之星（喬納桑、苗木野夢、兔子聲優、珍妮）
- 音速小子X（波斯菊）
- 鈴鐺貓娘Nyo（Mi Ke Charat）
- 大頭狗仔隊（日语：ふぉうちゅんドッグす）（尤比）
- Midnight Horror School（史比蒙）
- 魔法咪路咪路Golden（咪路）

2004年
- 魔法娜娜咪（娜娜咪）
- 陰陽大戰記（癒火的豐）
- Keroro軍曹（Tamama二等兵／Tamama龍、宇宙京風章魚燒TDR）
- 魔法咪路咪路Wonderful（咪路）

2005年
- 魔法娜娜咪 (第2季)  (娜娜咪)
- 植木的法則（拉法提）
- 魔法咪路咪路Charming（咪路）

2006年
- 魔法娜娜咪 (第3季) （娜娜咪)
- 真仙魔大戰（冰巫女）
- 貧窮姊妹物語（越後屋銀子）
- 小呵欠（夢見露露）
- 神奇寶貝鑽石&珍珠（小光的波加曼、男孩子、女孩子、地鼠、長翅鷗、小磁怪）

2007年
- 魔法娜娜咪 (第4季)（娜娜咪）
- 幸運☆星（店員3）
- 逮捕令 全速前進（二階堂賴子[16]）

2008年
- 魔法娜娜咪 (第5季)（娜娜咪）
- 奇奇的異想世界（洋平）
- 星際寶貝：神奇大冒險（ワラッチ）

2009年
- 魔法娜娜咪 (第6季)（娜娜咪）
- 森林大帝 -勇氣能改變未來-（美莎爾）
- 奇奇的異想世界 新的家（洋平、小美、小孩）

2010年
- 閃電十一人（龜崎河童）
- 妖怪少爺（納豆小和尚、魚妖怪）

2011年
- 星際寶貝：神奇大冒險 ～最棒的朋友～（シンカー）
- 日常（餅乾2號）
- 神奇寶貝鑽石&珍珠 特別篇（小光的波加曼）
- 未來日記（宮代阿鈴）

2012年
- 這樣算是殭屍嗎？OF THE DEAD（妄想優）
- 寵物反斗星（あんちっち）
- 神奇寶貝超級願望 第2期（小光的波加曼）
- 人類衰退之後（妖精）

2013年
- 黑魔女學園（魔界砂時計）
- 寵物反斗星 Miracle Friends（小手錶）

2014年
- KERORO ～keroro～（Tamama二等兵[17]）
- GO-GO 寵物反斗星（小手錶）
- 妖怪手錶（吉胖喵[18]／流氓喵／長刺喵、武士喵、赤丸、讀心狗狗、雨女）

2015年
- 俺物語!!（園童）
- 新我們這一家（石田百合）
- 哆啦A夢 (水田山葵版)（小費猩猩）
- 妖怪手錶（呆寶、四眼狗、聖奶奶、桃太郎喵、染色喵）

2016年
- 屋
- 時間飛船24（屁屁龍）
- 男子啦啦隊!!（松鼠次郎）
- 我的英雄學院（復原女孩[19]）
- 神奇寶貝XY&Z（吉米的皮卡丘·尖毛）
- 妖怪手錶（吉胖小石獅、易怒培根、金太郎喵、浦島喵、靈異出口、魔鬼終極喵）

2017年
- 鬼燈的冷徹 第貳期（地藏菩薩）

2018年
- 妖怪手錶 影之章（Jr.）
- 溫泉屋小女將（鈴鬼[20]）
- 索斯機械獸WILD（飯糰[21]）
- 暖暖日記 (第2作)（啵啵君）
- 哆啦A夢 (水田山葵版)（庫克）

2019年
- 粉彩回憶（啾太郎）
- POP TEAM EPIC SP 玄武篇（POP子〈第14話A章節〉[22][23]）
- 魔法水果籃（摩给太）
- 妖怪學園Y ～與N的遭遇～（日语：妖怪学園Y 〜Nとの遭遇〜）（桃[24]）

2025年
- 在沖繩喜歡上的女孩方言講得太過令人困擾（沖メモシーサー[25]）
- 外星人姆姆（姆姆[26]）

### 電影動畫
1993年
- 蠟筆小新：動感超人大戰泳裝魔王（櫻咪咪子、莉莉子）

1995年
- 劇場版 小紅豆（野山大豆[27]）

1996年
- 劇場版 天地無用！in LOVE（魎皇鬼）
- 廁所裡的花子（開頭旁白）

1997年
- 音響生命體噪音人（日语：音響生命体ノイズマン）（噪音人）
- 劇場版 天地無用！盛夏的聖誕夜（魎皇鬼）

1998年
- 劇場版 神奇寶貝：超夢的逆襲（科學家、妙蛙種子2）

1999年
- 劇場版 天地無用！in LOVE 2 遙遠的思念（魎皇鬼）
- 皮卡丘的探險隊（喇叭芽）
- 逮捕令 the MOVIE（二階堂賴子）

2000年
- 蠟筆小新：風起雲湧的叢林冒險（櫻咪咪子）
- 劇場版 神奇寶貝劇場版：結晶塔的帝王（長尾怪手）
- 皮丘與皮卡丘（向日花怪）

2001年
- 皮卡丘的心跳捉迷藏（走路草）

2002年
- 帕盧姆之樹（穆）
- （波波）

2003年
- 蠟筆小新：風起雲湧 光榮燒肉之路（櫻咪咪子[28]）

2005年
- 蠟筆小新：3分鐘百變大進擊（櫻咪咪子）

2006年
- 不可思議貓森林（日语：アタゴオル#CG映画）（子）
- 超劇場版Keroro軍曹（Tamama二等兵）
- 劇場版 怪傑佐羅利：神秘寶藏大作戰（Tamama二等兵）

2007年
- 蠟筆小新：小白的屁屁炸彈（櫻咪咪子）
- 劇場版 神奇寶貝：決戰時空之塔 帝牙盧卡VS帕路奇犽VS達克萊伊（小光的波加曼）
- 超劇場版Keroro軍曹2：深海的公主（Tamama二等兵）
- 小Kero K隆球的秘密!?（Desuball）

2008年
- 蠟筆小新：風起雲湧的金矛勇者（櫻咪咪子）
- 劇場版 神奇寶貝：騎拉帝納與冰空的花束 潔咪（小光的波加曼）
- 超劇場版Keroro軍曹3：Keroro VS Keroro 天空大決戰（Tamama二等兵）
- 武者Kero 宣佈！戰國群星大戰鬥（Tamama足輕兵）

2009年
- 劇場版 神奇寶貝：阿爾宙斯 超克的時空（小光的波加曼）
- 超劇場版Keroro軍曹4：逆襲的龍勇士（Tamama二等兵／Tamama龍）

2010年
- 劇場版 神奇寶貝：幻影的霸者 索羅亞克（小光的波加曼）
- 超劇場版Keroro軍曹5：誕生！究極Keroro奇蹟的時空之島!!（Tamama二等兵）

2011年
- 蠟筆小新：黃金間諜大作戰（櫻咪咪子）
- 麻吉妖怪島（卡梅比）

2012年
- 美洛耶塔的閃亮音樂會（波加曼）

2013年
- 蠟筆小新：超級美味！B級美食大逃亡!!（櫻咪咪子）

2014年
- 劇場版 妖怪手錶：誕生的秘密喵！（吉胖喵[29]、武士喵、染色喵）
- 要聽神明的話（中·小型俄羅斯娃娃)

2015年
- 劇場版 妖怪手錶：閻魔大王與五個故事喵！（吉胖喵[30]、武士喵、染色喵）
- 皮卡丘與神奇寶貝樂隊（波加曼、美麗花）

2016年
- 劇場版 妖怪手錶：飛天鯨魚和雙重世界的大冒險喵！（吉胖喵）

2017年
- 劇場版 神奇寶貝：就決定是你了！（麻琴的波加曼）
- 劇場版 妖怪手錶：暗影面鬼王的復活（吉胖喵）

2018年
- 溫泉屋小女將（鈴鬼[31]）
- 劇場版 妖怪手錶 FOREVER FRIENDS（貓又）

2019年
- 光之美少女 Miracle Universe（皮通[32]）
- 妖怪學園Y：貓也能成為HERO嗎（桃）
- 我的英雄學院劇場版：英雄新世紀（恢復女郎）

### OVA
1992年
- 天地無用！魎皇鬼 (第1期)（魎皇鬼）

1994年
- 逮捕令（二階堂賴子）
- 天地無用！魎皇鬼 (第2期)（魎皇鬼）
- 最终幻想（米蘭·普瑞維亞）

1994年
- 莉卡娃娃：莉卡與山貓的星星之旅（日语：リカちゃん）（小不點）

1995年
- 神秘的世界（亞蕾蕾·雷雷拉伊魯）
- 魔法少女砂沙美（魎皇鬼）

1997年
- 神秘的世界2（亞蕾蕾·雷雷拉伊魯）
- 天才 金魚食（竹下龍之介·旁白）

2003年
- 櫻花大戰 巴黎學院（日语：サクラ大戦 エコール・ド・巴里）（寇庫莉可）
- （飼主）
- 天地無用！魎皇鬼 (第3期)（魎皇鬼）

2004年
- 萬花筒之星 嶄新之翼 -EXTRA STAGE-「沒有笑容又最哀傷的公主」（喬納桑）
- 櫻花大戰 新巴黎（日语：サクラ大戦 ル・ヌーヴォー・巴里）（寇庫莉可）
- 土方歲三 白之軌跡（日语：土方歳三 白の軌跡）

2005年
- 鴉 -KARAS-（降雨小和尚）
- 萬花筒之星 Legend of phoenix 鳳凰傳說 ～蕾拉·漢米頓物語～（喬納桑）

2006年
- 萬花筒之星 妙啊！妙！（喬納桑）

2007年
- 地上最強新娘（酉木千鶴）
- 皮卡丘探險俱樂部（波加曼）

2008年
- 幸運☆星OVA（原創視覺與動畫）（青蛙B）
- 皮卡丘 冰之大冒險（波加曼）

2009年
- 皮卡丘的閃亮大搜查！（波加曼）

2010年
- 皮卡丘的不可思議不可思議大冒險（波加曼）

### 網路動畫
- 幕末機關說（2006年，紅丸）
- （2010年，歌）
- （2010年）
- 蠟筆小新外傳 妖怪與野原新之助（日语：クレヨンしんちゃん外伝 お・お・お・のしんのすけ）（2017年，櫻文惠）
- 40週年唷!! 快樂快樂全明星小學校（2017年，吉胖喵）

### 遊戲
1994年
- 天地無用！（魎皇鬼）

1995年
- 裝甲戰士（日语：サイバーボッツ）（戴比蘿特·德·迪斯撒旦IX世）
- 天外魔境 電腦絡繰格鬥傳（日语：天外魔境 電脳絡繰格闘伝）（小玉）

1996年
- 神秘的世界（亞蕾蕾·雷雷拉伊魯）
- 東方珍遊記（東方不敗）

1997年
1998年
- 戀愛物語特別篇 ～戀愛與魔法的學園生活～（日语：エーベルージュ）（莫瑞茲·科莫爾）
- 千劍物語（日语：サウザンドアームズ）（瑪莉昂）
- 勇敢的劍士 武藏傳（菲芮公主）

1999年
- D之食卓2（珍妮）
- 火魅子傳 ～戀解～（日语：火魅子伝 〜恋解〜）（只深）
- （朝水涼）

2001年
- 五右衛門 新世代襲名！（日语：ゴエモン 新世代襲名!）（佐助MarkII）
- 櫻花大戰3 ～巴黎在燃燒嗎～（寇庫莉可）
- 音速小子2（Chao（日语：オモチャオ））
- 音速小子2 Battle（Chao）

2002年
- 櫻花大戰4 ～戀愛吧少女～（寇庫莉可）

2003年
- SNOW（シャモン）
- 音速小子群英會（日语：ソニック ヒーローズ）（Chao）
- 魔法咪路咪路 對戰魔法球（咪路）
- 魔法咪路咪路 咪路的魔法學校物語（咪路）

2004年
- Keroro軍曹燃燒淘汰賽（日语：ケロロ軍曹 メロメロバトルロイヤル）（Tamama二等兵）
- 櫻花大戰物語 ～神秘的巴黎～（日语：サクラ大戦物語 〜ミステリアス巴里〜）（寇庫莉可）

2005年
- Keroro軍曹燃燒淘汰賽Z（日语：ケロロ軍曹 メロメロバトルロイヤルZ）（Tamama二等兵）
- 第3次超級機器人大戰α 終焉之銀河（阿夫塔·迪克）
- 魔法咪路咪路 心跳回憶大恐慌（咪路）

2006年
- 蠟筆小新：最強家族春日部之王Wii（日语：クレヨンしんちゃん 最強家族カスカベキング うぃ〜）（咪咪子〈櫻咪咪子〉）
- 蠟筆小新：驚奇園地的傳說大絕戰！（日语：クレヨンしんちゃん 伝説を呼ぶ オマケの都ショックガーン!）（咪咪子〈櫻咪咪子〉）
- 音速小子滑板競速（日语：ソニックライダーズ）（Chao）
- 純愛手札 Girl's Side 2nd Kiss（小野田千代美）
- 藍龍（瑪魯瑪洛）

2007年
- Keroro軍曹演習啦！全員集合2（Tamama二等兵）
- 音速小子與秘密的戒指（日语：ソニックと秘密のリング）（Chao）
- 純真傳奇（柯達）
- 最終幻想水晶編年史 命運之輪（提提奧公主）

2008年
- 閃電十一人（少林寺步）
- 蠟筆小新：呼風喚雨的電影樂園大挑戰！（日语：クレヨンしんちゃん 嵐を呼ぶ シネマランド カチンコガチンコ大活劇!）（咪咪子〈櫻咪咪子〉）
- 白騎士物語 -遠古的鼓動-（日语：白騎士物語）（洛可）
- 任天堂明星大亂鬥X（波加曼）
- 超劇場版Keroro軍曹3 動作！天空大冒險是也！（日语：超劇場版ケロロ軍曹3 天空大冒険であります!）（Tamama二等兵）
- 戲劇性迷宮 櫻花大戰 ～因為有你～（日语：ドラマチックダンジョン サクラ大戦 〜君あるがため〜）（寇庫莉可）

2009年
- 超劇場版Keroro軍曹 擊侵龍鬥士軍團是也！（日语：超劇場版ケロロ軍曹 撃侵ドラゴンウォリアーズであります! (ゲーム)）（Tamama二等兵）
- 神奇寶貝樂園Wii ～皮卡丘的大冒險～（日语：ポケパークWii 〜ピカチュウの大冒険〜）（波加曼）
- 瑪利歐&音速小子 AT 溫哥華奧運（日语：マリオ&ソニック AT バンクーバーオリンピック）（Chao）[注 1]

2010年
- Keroro RPG 騎士與武者與傳說海盜（日语：ケロロRPG 騎士と武者と伝説の海賊）（Tamama二等兵）
- 白騎士物語 -光與闇的覺醒-（洛可）
- 音速小子自由滑板競速（日语：ソニック フリーライダーズ）（Chao）
- 新體感腦力鍛鍊（瓦特君）

2011年
- 閃電十一人 王牌前鋒（龜崎河童）
- Starry☆Sky ～After Summer～（金久保詩）
- 時空幻境 世界傳奇 閃耀神話3（日语：テイルズ オブ ザ ワールド レディアント マイソロジー3）（柯達、艾達、英雄的配音）

2012年
- 純真傳奇R（柯達）
- 英雄幻想曲（日语：ヒーローズファンタジア）（Tamama二等兵[33]）
- PROJECT X ZONE（戴比蘿特·德·迪斯撒旦IX世[34]）

2013年
- 鬼武者Soul（日语：鬼武者Soul）（戴比蘿特·德·迪斯撒旦IX世）
- 超級機器人大戰Operation Extend（Tamama二等兵）
- 數碼寶貝大冒險（木偶獸）
- 妖怪手錶（吉胖喵、流氓喵）

2014年
- 妖怪手錶2 元祖/本家/真打（吉胖喵、讀心狗狗、四眼狗、雨女 等）

2015年
- Valiant Knights ～光與闇的覺醒～（芳[35]）
- 妖怪手錶 赤貓團/白犬隊/月兔組（吉胖喵 等）

2016年
- 我的英雄學院 Battle For All（復原女孩[36]）
- 妖怪三國志（吉胖喵劉備 等）
- 妖怪手錶3 壽司/天婦羅/壽喜燒（吉胖喵、壞壞喵、富士喵、長刺喵、讀心狗狗、雨女、桃太郎喵、金太郎喵、浦島喵、脆皮培根、逃生口、 等）

2017年
- 我們的世界迎向終結。（日语：俺達の世界わ終っている。）（[37]）
- 白貓網球（磁場喵）
- 巴哈姆特之怒（灰色兔子）
- 妖怪手錶剋星 2 祕寶傳說班峇拉雅 寶劍版/手鎗版（吉胖喵、桃太郎喵、金太郎喵、浦島喵 等）

2019年
- JUDGEMENT 7 我們的世界迎向終結。（日语：俺達の世界わ終っている。）（殺人熊[38]）

### 外語配音

#### 電影
- 俏奶媽俱樂部（英语：The Baby-Sitters Club (film)）（Mallory Pike〈Stacy Linn Ramsower〉）
- 最後魔鬼英雄（英语：Last Action Hero）（Andrew Slater〈Ryan Todd〉）※富士電視台版[注 2]。
- 默默（英语：Momo (film)）（Momo〈Radost Bokel〉）※DVD版[注 3]。
- 我是傳奇（Marley Neville〈Willow Smith〉）※影碟版。
- 鬼哭神號（Robbie Freeling〈Oliver Robins〉）※TBS版
- 小鬼大間諜2：惡夢島（英语：Spy Kids 2: The Island of Lost Dreams）（格蒂·基格〈艾蜜莉·奧斯蒙〉）
- 小鬼大間諜3：遊戲結束（英语：Spy Kids 3-D: Game Over）（格蒂·基格〈艾蜜莉·奧斯蒙〉）

#### 電視影集
- 淘小子看世界（英语：Boy Meets World）（斯圖亞特·明庫斯〈李·諾里斯〉）[注 4]
- 荒野女醫情（英语：Dr. Quinn, Medicine Woman）（布萊恩·庫珀〈孝恩·圖維（英语：Shawn Toovey）〉）
- 歡樂滿屋（莉莎）
- 雞皮疙瘩（英语：Goosebumps (TV series)）（卡洛） ※NHK版。
- 左右做人難（杜威〈埃瑞克·佩·蘇利文〉）
- 魔法少女薩琳娜（英语：Sabrina the Teenage Witch (TV series)）（莫莉·多莉〈塔拉·史壯〉）

#### 動畫
- 丁丁歷險記（Solino）
- 安潔拉·安娜康妲（英语：Angela Anaconda）（Gina Lash〈Bryn McAuley〉）
- 芭比與胡桃鉗的夢幻之旅
- 一路順風，查理布朗（Sally Brown）
- 貓咪不跳舞（英语：Cats Don't Dance）（Peabo "Pudge" Pudgemyer〈Matthew Herried〉）
- 道奇鴨火星歷險記（英语：Duck Dodgers）（嬰兒）
- 大力士（英语：Hercules (1998 TV series)）（小孩）
- 樂一通（子貓、Hippety Hopper）
- 森林保衛戰（住宅區的女孩子）
- 小紅痘痘（英语：Pinky Dinky Doo）（泰勒）
- 傻大貓與崔弟的懸疑劇場（英语：The Sylvester & Tweety Mysteries）
- 湯姆貓與傑利鼠系列（泰菲（英语：Nibbles (Tom and Jerry)））
  - 湯姆貓與傑利鼠 (2014年電視動畫)
  - 新湯姆貓與傑利鼠 (第2季)
  - 湯姆貓與傑利鼠：綠野仙蹤（英语：Tom and Jerry and the Wizard of Oz）
  - 湯姆貓與傑利鼠遇見福爾摩斯（英语：Tom and Jerry Meet Sherlock Holmes）
  - 湯姆貓與傑利鼠：胡桃鉗（英语：Tom and Jerry: A Nutcracker Tale）
  - 湯姆貓與傑利鼠：魔戒（英语：Tom and Jerry: The Magic Ring）
  - 湯姆貓與傑利鼠：巨人大冒險（英语：Tom and Jerry's Giant Adventure）

### 廣告
- Onoden（日语：オノデン）－坊的配音（電視廣告）
- 東京燃氣（火、電）
- PIZZA-LA－PIZZA-LA君（日语：ピザーラくんとトッピングス）的配音
- 日立製作所－室內空調機「白熊君」
- Brooks （页面存档备份，存于）（「？」篇）
- 西松屋（日语：西松屋）－的配音
- DigiCube－旁白
- 鈴木Alto Lapin－電台廣告旁白
- Mooney－Mooney Chan的配音
- －坊的配音
- 西友－青蛙的配音
- YAMASA（日语：ヤマサ醤油）「昆布柚子醋」CM - 活力昆布君的配音
- 十六茶廣告－貓的配音
- LINE Poko-poko

### 其它節目
- 和媽媽一起（日语：おかあさんといっしょ）·
- 人急上昇 ～今当地人SP～（吉胖喵的配音）
- ※AKB大調查（旁白）
- 在你不知不覺間產生了這樣的變化TV（旁白）
- 夏休！親子 "自由研究"（吉胖喵的配音）
- 第65回NHK紅白歌合戰（吉胖喵的配音）
- 勇者義彥和被引導的七人第11話（2016年12月17日，東京電視台）－Killer Cat （吉胖喵）的配音[39]

#### 特攝影集
- 超力戰隊王連者（1995年，巴克的聲音）

### 廣播節目
- （2014年8月25日－28日，TOKYO FM）
- （2016年9月30日－，TBS廣播）

### CD
- 「青空少女隊」特別篇 ～羽田·三鷹之道中（二曹）
- Keroro軍曹 地球（Pekopon）侵略CD（Tamama二等兵）
- Keroro軍曹 宇宙CD第1－3、5卷（Tamama二等兵）－第2卷負責封面標題設計。
- 天地無用！系列（魎皇鬼）
- 魔法咪路咪路 角色歌曲1－8卷
- 魔法咪路咪路 Kichaou 1、2
- 封魔少年焰&陣（廣田美橘）
- 炸彈人 彈珠人爆外傳 宇宙放送局（藍寶）
- Hot Gimmick（日语：ホットギミック (漫画)） 廣播劇CD（成田輝）
- 魔法少年X少女（日语：魔法少年マジョーリアン） 廣播劇CD（子）

### 其它
- EAT&RUN（日语：EAT&RUN）（光岡亞紀）[注 5]
- SOURCENEXT（日语：ソースネクスト） 算／算探
- 魔法娜娜咪的興奮動物園（娜娜咪）
- 簡訊御禮！手機大喜利（日语：着信御礼!ケータイ大喜利）（娜娜咪）
- 哆啦A夢&奇天烈大百科「可羅的第一次上街買東西」（小波）
- SANKYO（日语：三共 (パチンコ)） 柏青哥台 Fever Neo Powerful（娜娜咪）
- Sansei R&（日语：サンセイR&D） 柏青哥台 CR神通小精靈（タルるート）
- Captain Pulsar（日语：ニューパルサーEvolution）（小青蛙）
- 櫻花大戰武道館Live ～帝都、巴黎、紐約～（2007年5月13日，日本武道館）［寇庫莉可］
- 田中公平 作家生活30周年紀念音樂會（2009年11月1日，東京厚生年金會館）
- 櫻花大戰巴黎花組Live 2009 ～燃燒吧自由的翅膀～（2009年12月26、27日，青山劇場（日语：青山劇場））［寇庫莉可］
- 櫻花大戰巴黎花組&紐約星組Live 2010 ～可憐花 煌星～（2010年12月10日－12日，青山劇場）［寇庫莉可］
- 櫻花大戰武道館Live 2 ～帝都、巴黎、紐約～（2011年10月7日，日本武道館）［寇庫莉可］
- 櫻花大戰巴黎花組Live 2012 ～Revue mon PARIS～（2012年12月26日－29日，青山劇場）［寇庫莉可］
- 櫻花大戰巴黎花組Show 2014 ～Ce qui sera,sera PARIS～（2014年2月13日－16日，天王洲銀河劇場（日语：天王洲銀河劇場））［寇庫莉可］
- ！住宅用滅火器（主角飼養的小狗）日本滅火器工業會／TBS Vision、Vision PLUS（日语：TBSビジョン）

## 腳註

## 外部連結
- 小櫻悅子｜株式會社Little Portal （页面存档备份，存于） （日語）
- 株式會社Little Portal公式官網 （页面存档备份，存于） （日語）
- 小櫻悅子的X（前Twitter） （日語）